# Quarnbek
Quarnbek ist eine Gemeinde im Kreis Rendsburg-Eckernförde in Schleswig-Holstein.

## Geographie

### Geographische Lage
Das Gemeindegebiet von Quarnbek erstreckt sich östlich vom Flemhuder See im Landschaftsraum Ostholsteinisches Hügel- und Seenland (Haupteinheit Nr. 702) auf dem südlichen Ufer des Nord-Ostsee-Kanals (NOK) zwischen Kanalkilometer 85 und 90. Durch den im Gemeindegebiet östlich um den See herumführenden Achterwehrer Schifffahrtskanal fließt heute die Obereider in den zuvor genannten Kanal.

### Ortsteile
Das Gemeindegebiet umfasst mehrere, fachsprachlich als Wohnplätze registrierte, Ortsteile. Es sind:
- Dorotheenthal,
- Flemhude,
- Heitholm,
- Holm,
- Holzkoppel
- Landwehr,
- Quarnbek
- Rajensdorf,
- Reimershof,
- Stampe,
- Strohbrück
- Wiedenkamp und
- Ziegelhof.

### Nachbargemeinden
Das Gemeindegebiet von Quarnbek wird umringt durch:
|            | Neuwittenbek                                |           |
| Krummwisch | Kompassrose, die auf Nachbargemeinden zeigt | Ottendorf |
| Felde      | Achterwehr                                  | Melsdorf  |

## Geschichte

### Flemhude

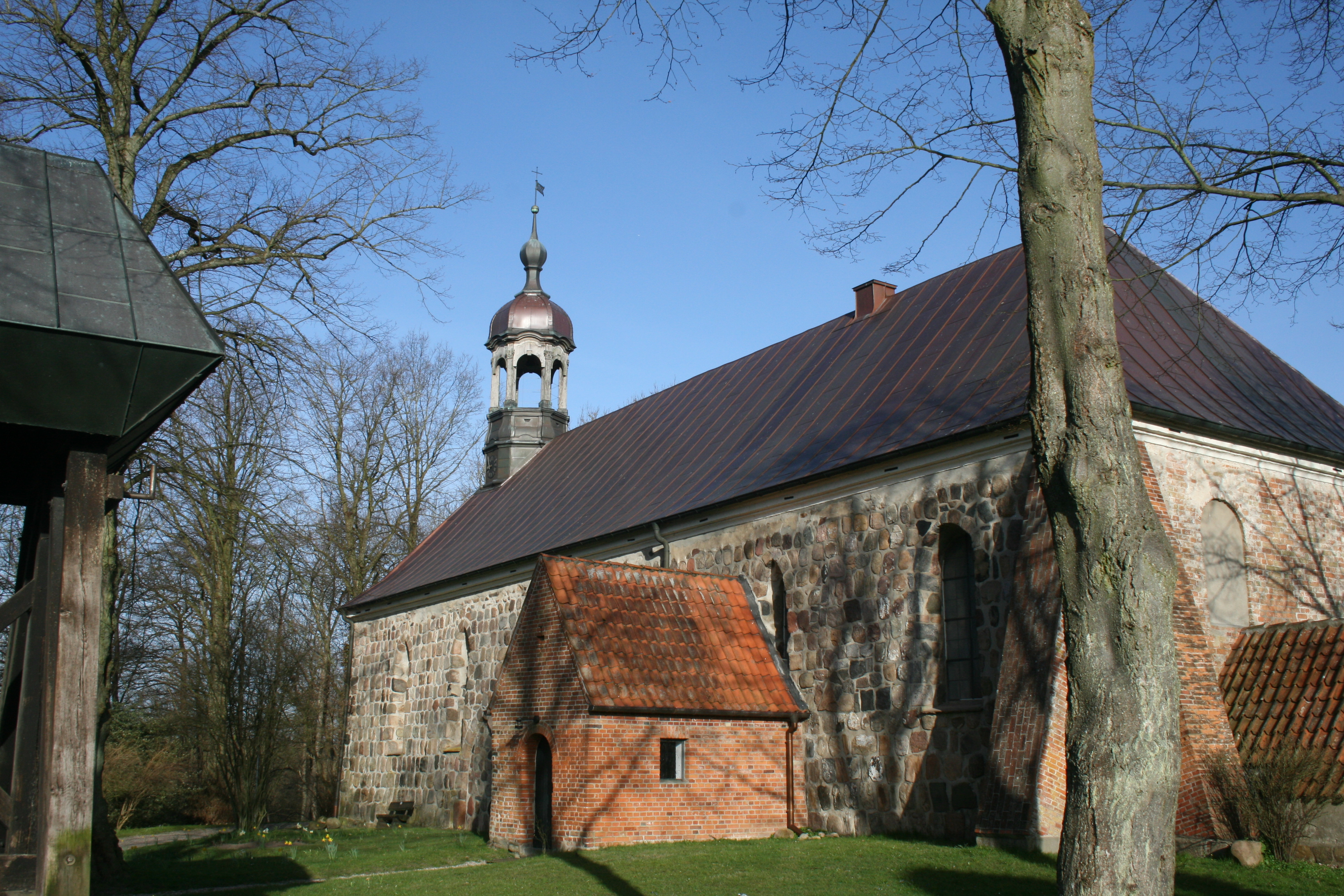
Kirche St. Georg und Mauritius – ganz rechts Desmercières-Gruft

Flemhude verdankt seinen Namen flämischen Händlern, die hier ihre Waren, die sie auf der Eider transportierten, auf Wagen umladen mussten.
Von ihnen wurde die St.-Georg-und-Mauritius-Kirche um 1240 aus Feldsteinen an einem strategisch günstigen Ort direkt am Flemhuder See errichtet. Auf dem Dachboden lagerten vermutlich die Kaufleute ihre Waren. 1316 erstmals erwähnt, blieb das Kirchenäußere bis heute fast unverändert. Dachreiter und Rokoko-Stuckdecke verdankt sie dem damaligen Kirchenpatron Jean Henri Desmercières (1687–1778), dessen Sarkophag sich in einer an die Kirche angebauten Gruft befindet. Im Inneren befinden sich Spuren aus den vergangenen Jahrhunderten: ein romanisches Taufbecken, eine mittelalterliche Darstellung der Geißelung Christi, ein barocker Altar mit der Darstellung des Gebets Jesu im Garten Getsemane und eine klassizistische Kanzel.
Den Altar stiftete 1685 der damalige Patron Hans Heinrich Kielmann von Kielmansegg († 1686), ein Sohn von Johann Adolph Kielmann von Kielmannsegg, nachdem im Dreißigjährigen Krieg die gesamte Inneneinrichtung zerstört worden war. Er ist eins der frühsten Werke von Theodor Allers, einem Meister des Akanthusbarocks in Schleswig-Holstein, der auch die sehr ähnlichen Altäre der Kirchen zu Tellingstedt und Probsteierhagen, sowie die Kanzel der Kieler Nikolaikirche schuf.

### Gut Quarnbek

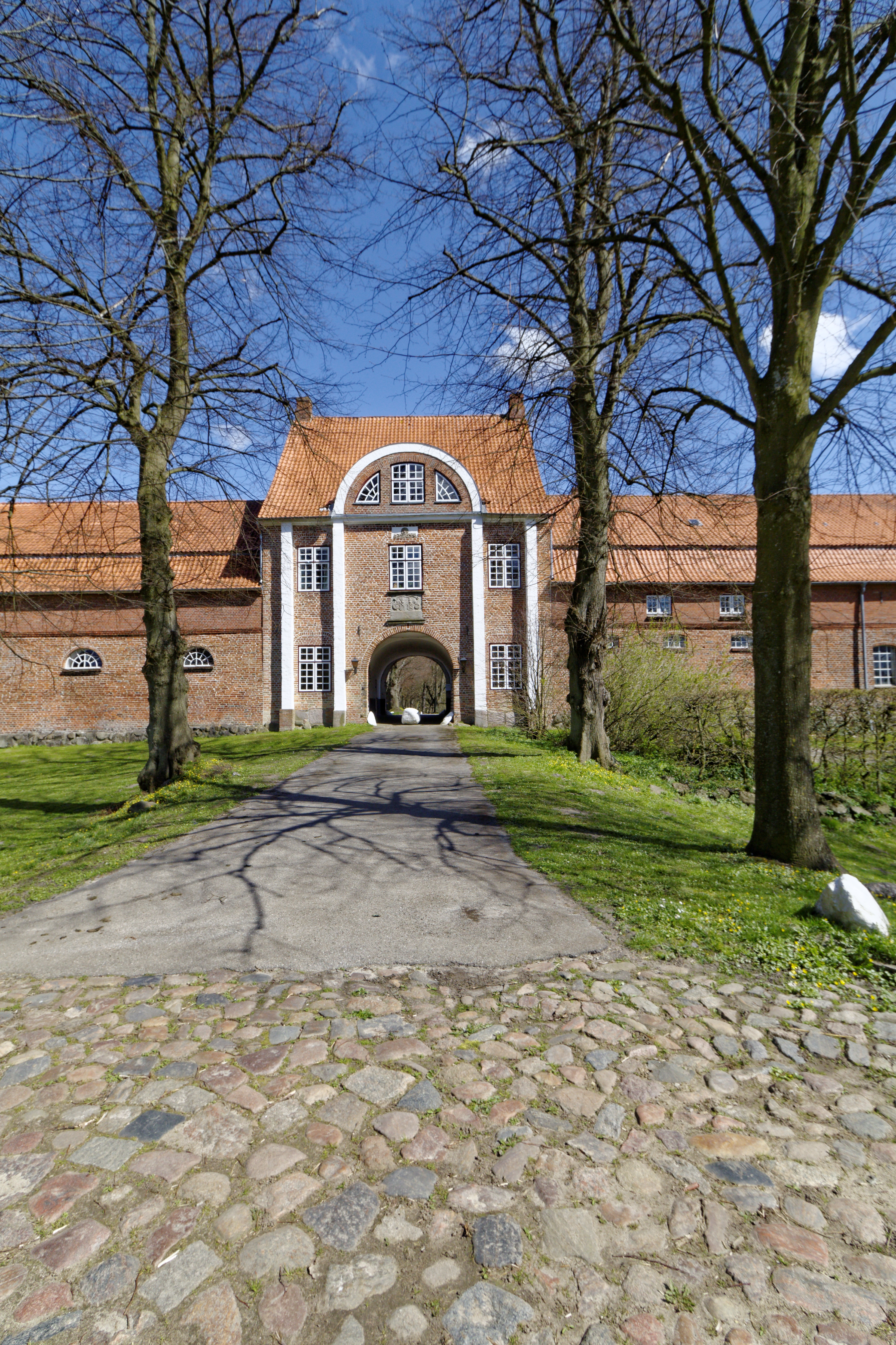
Torhaus des Gutes Quarnbek

Das adlige Gut Quarnbek wurde 1282 erstmals erwähnt. Der älteste bekannte Besitzer war ein Ritter Schak Rantzau. Das Herrenhaus wurde  im 16. Jahrhundert als Wasserburg erbaut. Erstmals dargestellt ist es auf der von Heinrich Rantzau um 1587 in Auftrag gegebenen Rantzau-Tafel, einem Stammbaum der Familie. Das Torhaus ließ 1671 Hans Henrich von Kielmansegg mit Blickachse auf die Wasserburg  errichten. Er intensivierte die Landwirtschaft und betrieb mit Glaubensflüchtlingen aus den Niederlanden die Meiereien Dorotheenhof und Mettenhof, sogenannte Holländereien. 1733 kaufte Desmercières das Gut und vererbte es später seiner Halbschwester. Über sie kam es an das Haus Reuß-Köstritz. Die Wasserburg wurde Ende des 18. Jahrhunderts abgerissen. Das 1903 errichtete Herrenhaus befindet sich im Privatbesitz und ist für die Öffentlichkeit nicht zugänglich.

### Kanalbau
Von 1777 bis 1784 wurde der Eider-Kanal gebaut, der auch das Gebiet des Gutes durchschnitt. Bei der Erweiterung des Kanals zum Nord-Ostsee-Kanal wurde der Wasserspiegel des Flemhuder Sees um sieben Meter abgesenkt. Über den Achterwehrer Schifffahrtskanal konnten landwirtschaftliche Produkte verschifft werden.

### Gemeinde Quarnbek
Seit 1928, als die preußischen Gutsbezirke aufgelöst wurden, ist Quarnbek eine selbstständige Kommune. Seit den 1970er Jahren wandelt sich der Charakter des Dorfes zu der einer Kieler Umlandgemeinde. Der damalige Gebietszuschnitt besteht seitdem unverändert fort.
Die Gemeinde Quarnbek besitzt eine Freiwillige Feuerwehr. Diese setzt sich aus den Freiwilligen Ortsfeuerwehren Quarnbek und Strohbrück zusammen, die sich ein gemeinsames Feuerwehrhaus teilen.

## Politik

### Gemeindevertretung, Bürgermeister
- CDU: 3
- Grüne: 4
- WIR: 3
- ZAQ: 3

Von den 13 Sitzen in der Gemeindevertretung hatte die CDU seit der Kommunalwahl 2003 fünf Sitze, die Wählergemeinschaft WIR vier Sitze, die Grünen drei und die Wählergemeinschaft FWG einen.
Von den 13 Sitzen in der Gemeindevertretung hatte die Wählergemeinschaft WIR seit der Kommunalwahl 2008 bis 2013 sechs Sitze, die CDU vier und die Grünen drei. Herbert-Klaus Langer löste Wilhelm Möller als Bürgermeister ab.
Seit der Kommunalwahl 2013 hatten die Grünen in der Gemeindevertretung sieben Sitze, die Wählergemeinschaft WIR vier Sitze und die CDU drei Sitze. Im Februar 2016 sind alle Gemeindevertreter und Ausschussmitglieder der WIR und der CDU von ihren Ämtern zurückgetreten.
Seit der Kommunalwahl 2018 haben die Grünen in der Gemeindevertretung sieben Sitze, die CDU drei Sitze und die Wählergemeinschaft WIR drei Sitze.

### Wappen
Blasonierung: „Unter gezinntem silbernen Schildhaupt in Rot über einem blau-silbernen Wellenschildfuß eine silberne Mühlenhaue.“

## Wirtschaft und Infrastruktur
Die Gemeinde ist überwiegend landwirtschaftlich geprägt, die Zahl der aktiven Höfe geht jedoch zurück.
Das kommunale Zentrum befindet sich im Ortsteil Strohbrück. Hier befinden sich eine Grundschule und die Sportanlagen des SV Fortuna Stampe.
In Landwehr gibt es einen kostenfreien Fährbetrieb über den Nord-Ostsee-Kanal (NOK).

## Persönlichkeiten
- Gregor Clemens Kähler (* 1841 in Flemhude; † 1912 in Altona-Ottensen), evangelisch-lutherischer Pastor und Theologe
- Heike Thode-Scheel (* 1959), Zeitungsredakteurin, Autorin und Übersetzerin von Büchern aus dem Hochdeutschen in das Plattdeutsche

## Kultur und Sehenswürdigkeiten
Durch die Gemeinde verläuft der 10. Längengrad östlich von Greenwich. Seit dem Jahr 2009 ist sein Verlauf durch eine in den Straßenbelag eingearbeitete Markierung hervorgehoben.
Sowohl der Achterwehrer Kanal selbst als auch die Schleuse zum NOK stehen unter Denkmalschutz. Beide Bauwerke stammen aus dem Jahr 1913.
- Liste der Kulturdenkmale in Quarnbek